# オープンコーラ (飲料)
オープンコーラ (OpenCola) は、あたかもオープンソースソフトウェアであるかのように、レシピが公開され、改変と再配布も自由とされたコーラである。材料と機材さえ用意できれば誰もが製造することができ、GNU General Public Licenseの下でレシピを改良して再配布することができる。
本来オープンソースソフトウェアの説明のために考え出された喩えであったが、本物が作られるようになり、これまでに150,000本が売られた。トロントに本拠を置くオープンコーラ社は、少なくとも飲み物では宣伝しようとしたソフトウェアよりも有名になった。シニア・ストラテジストのライアード・ブラウンは、「この成功は、社会で広く知られている大企業の「さまざまな独占の本質」への不信感によるものである」と述べている。しかし、会社の経営方針が変わったため、同社はウェブページにおけるこのコーラの宣伝を今後は行わないと発表している。

## 製法
以下に示すレシピは、2001年2月20日に公表された、バージョン1.1.3のものである（過去の版は、外部リンクを参照）。

### 香料の製法
- 10.0gの食用アラビアガム
- 3.50mlのオレンジ油
- 3.00mlの水
- 2.75mlのライム油
- 1.25mlのカッシア油
- 1.00mlのレモン油
- 1.00mlのナツメグ油
- 0.25mlのコリアンダー油
- 0.25mlのネロリ油
- 0.25mlのラベンダー油

### 濃縮液の製法
- 2.36kgの白砂糖（プレーンなグラニュー糖）
- 2.28lの水
- 30.0mlのカラメル（着色料）
- 小さじ3.50の75%リン酸またはクエン酸
- 小さじ2.00の香料
- 小さじ0.50のカフェイン（任意）

### 飲料の製法
濃縮液を5倍の濾過した水と混ぜ、飲料を炭酸化する。または、蛇口で濃縮液と炭酸水を混ぜるソーダ水機を使う。

## イタリア
FOSS倫理の活動家が、商業的な目的なしに、イタリア・オープンコーラ・プロジェクトを開始した。イタリア・オープンコーラとトロントのオープンコーラ社には、名前以外に共通する点はない。イタリア版は無色透明で、販売されたことはない。

## その他のオープンドリンク・プロジェクト
2004年には、オープンソースのビール「Vores Øl」（デンマーク語で「我々のビール」の意味）がコペンハーゲンの学生グループにより発表された。